# Lampertice
Lampertice é uma comuna checa localizada na região de Hradec Králové, distrito de Trutnov‎.